# Rue du Havre (Paris)
Pour les articles homonymes, voir Rue du Havre.
La rue du Havre est une voie des 8e (côté des numéros impairs) et 9e arrondissements (côté des numéros pairs) de Paris.

## Situation et accès
Elle commence boulevard Haussmann et se termine rue Saint-Lazare.

## Origine du nom
Elle prit le nom de « rue du Havre » parce que les trains partant de cet embarcadère permettaient de se rendre au Havre.

## Historique
La création de la rue du Havre répondit à la volonté de « faciliter la circulation aux abords de l'embarcadère des chemins de fer de Saint-Germain, Versailles et Rouen, construit en 1837 (voir « Gare Saint-Lazare ») ».

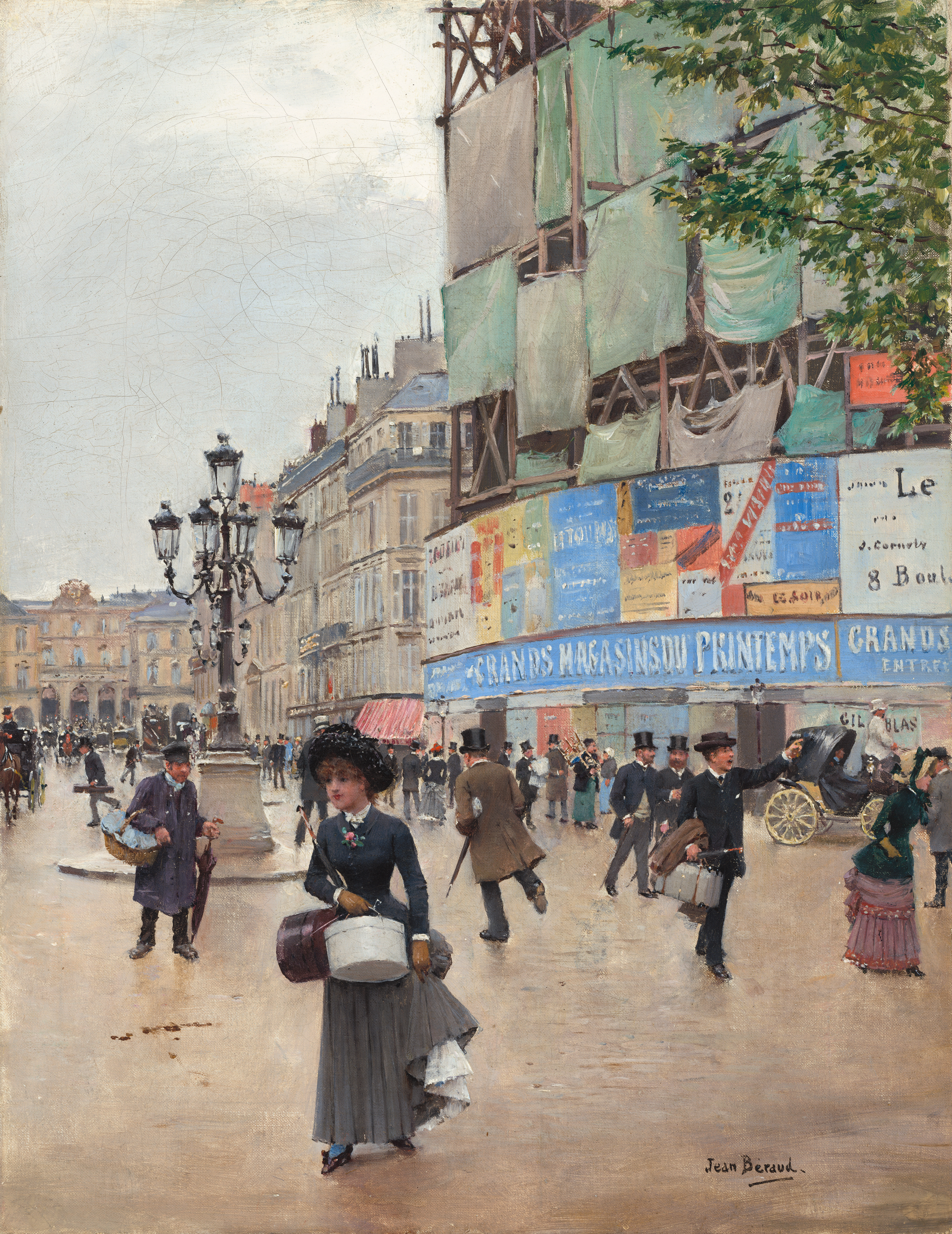
La rue du Havre vers 1882.

La section comprise entre la rue de Provence et la rue Saint-Lazare fut ouverte en vertu de l'ordonnance royale du 3 septembre 1843 qui fixa sa largeur à 20 mètres et lui donna deux pans coupés de 30 mètres au débouché sur la rue Saint-Lazare et deux autres de 5 mètres aux angles de la rue Saint-Nicolas-d'Antin :
« Louis-Philippe, etc.,
Vu la proposition de l'administration municipale de Paris tendant à faire déclarer d'utilité publique l'exécution de différents travaux destinés à faciliter les abords de l'embarcadère des chemins de fer de Saint Germain, Versailles et Rouen ;
les pièces constatant que ce projet a été soumis aux formalités d'une enquête régulière, et les observations et réclamations qu'il a fait naître ;
les délibérations du Conseil municipal, en date du 10 mars et 2 juin 1843 ;
l'avis du préfet de la Seine et les pièces à l'appui ;
le plan d'alignement de la rue Saint-Lazare, arrêté par notre ordonnance du 3 août 1838 ;
le plan de la rue Saint-Nicolas-d'Antin, approuvé par décision ministérielle du 6 fructidor an XIII (24 août 1805) ; les lois des 16 septembre 1807, 3 mai 1841, et l'ordonnance réglementaire du 23 août 1835 ;
notre Conseil d'État entendu, nous avons ordonné et ordonnons ce qui suit :
- Article 1 : est déclarée d'utilité publique l'exécution immédiate des travaux ci-après, destinés à faciliter la circulation aux abords de l'embarcadère des chemins de fer de Saint Germain, Versailles et Rouen, dans la ville de Paris, savoir :
  - 1° l'ouverture d'une rue de 20 mètres de largeur, entre les rues Saint-Nicolas-d'Antin et Saint-Lazare dans l'axe du dit embarcadère, avec 4 pans coupés, dont 2 de 5 mètres aux angles de la rue Saint-Nicolas-d'Antin et deux de 30 mètres au débouché sur la rue Saint-Lazare ;
  - 2° l'établissement d'un passage de 12 mètres (ce passage ne fut pas exécuté), partant de la rue nouvelle et conduisant aux dépendances du collège Bourbon ;
  - 3° l'élargissement à 20 mètres de la rue Saint-Lazare, au droit des propriétés portant les nos 115, 117, 119 et 121 ;
  - 4° l'élargissement, suivant l'alignement ministériel approuvé le 6 fructidor an XIII (24 août 1805), de la rue Saint-Nicolas-d'Antin, au droit des propriétés nos 52, 56, 58 et 72 ;
le tout conformément aux alignements tracés par des lignes rouges sur le plan ci-joint ;
l'alignement fixé par notre ordonnance du 3 août 1838, pour la dite rue Saint Lazare, est déclaré nul et comme non avenu en ce qui concerne les immeubles portant les nos 115, 117, 119 et 121, et il subsistera pour le surplus.

- Article 2 : le préfet de la Seine, agissant au nom de la ville de Paris, est autorisé à acquérir, soit à l'amiable, soit, s'il y a lieu, par voie d'expropriation, les immeubles ou portions d'immeubles dont l'occupation sera nécessaire pour l'exécution des travaux ci-dessus déclarés d'utilité publique.
- Article 3 : notre ministre secrétaire d’État au département de l'Intérieur, est chargé de l'exécution de la présente ordonnance.
Au château d'Eu, le 3 septembre 1843. »

La section de la rue du Havre comprise entre le boulevard Haussmann et la rue de Provence faisait originellement partie de la rue de la Ferme-des-Mathurins (aujourd'hui rue Vignon) et fut alignée en 1839.
Le 27 février 1912, l'anarchiste belge Raymond Callemin dit Raymond-la-science (1890-1913), membre de la bande à Bonnot, tua l'agent Garnier rue du Havre.

## Bâtiments remarquables et lieux de mémoire

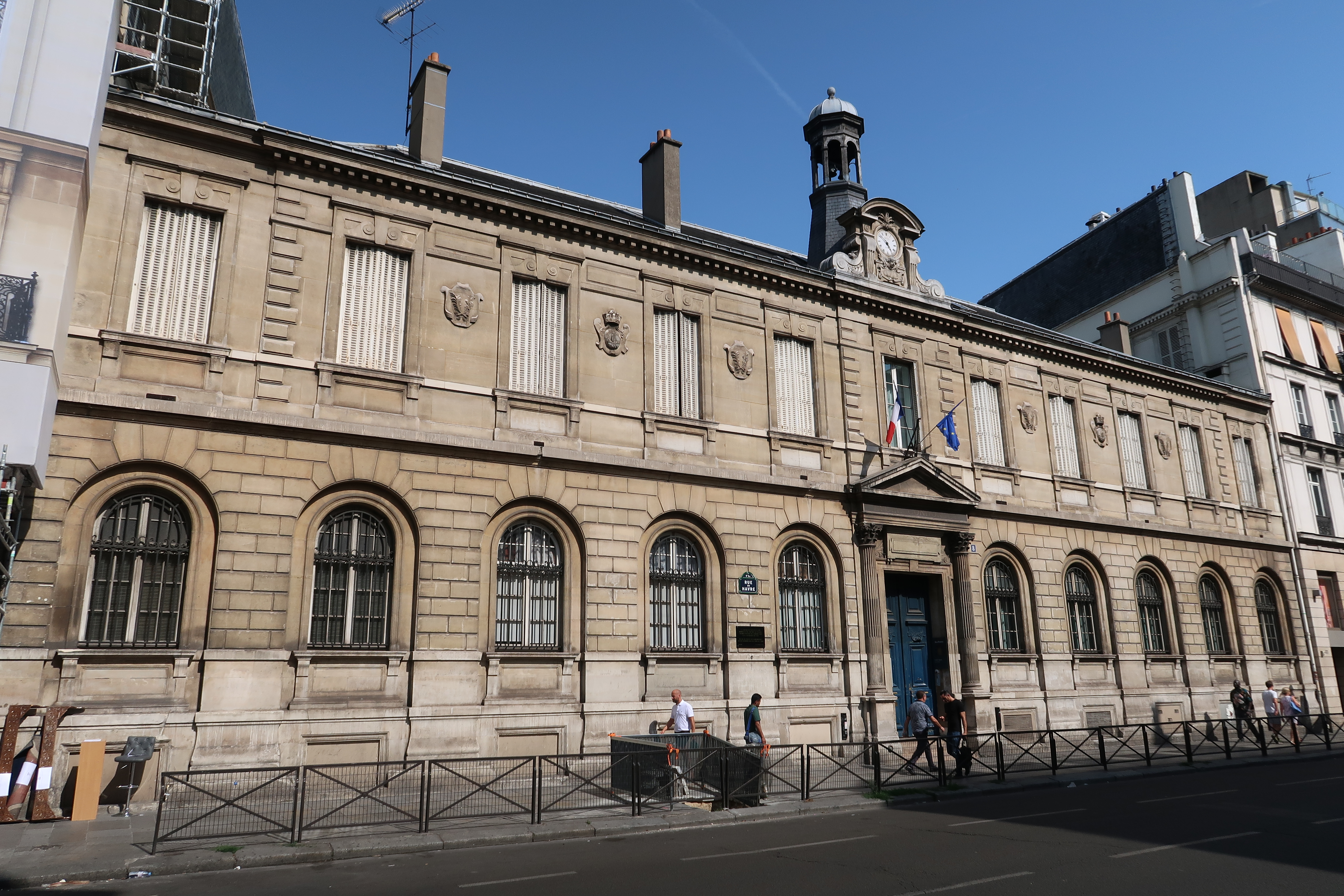
Lycée Condorcet.

- No 8 : lycée Condorcet fondé en 1803 et installé dans les bâtiments du couvent des capucins de Saint-Louis-d'Antin, réalisé dans les années 1780 par l'architecte néoclassique Alexandre-Théodore Brongniart.

### Postérité littéraire
La rue du Havre a donné son nom au roman de Paul Guimard, Rue du Havre, qui a obtenu le Prix Interallié en 1957.

## Sources
- Félix et Louis Lazare, Dictionnaire administratif et historique des rues de Paris et de ses monuments, Paris, Imprimerie de Vinchon, 1844-1849 (lire en ligne).
- Félix de Rochegude, Promenades dans toutes les rues de Paris : VIIIe arrondissement, Paris, Hachette, 1910 (lire en ligne).